# Аві (субрегіон)
Аві (порт. Ave) — економіко-статистичний субрегіон в Північному регіоні Португалії, включає в себе частину округу Брага і 2 громади округу Порту. 
Територія — 1 238 км². Населення — 509 969 осіб.

## Географія
Регіон межує: 
- на півночі — субреґіони Каваду, Алту-Траз-уж-Монтіш
- на сході — субрегіон Тамега
- на півдні — субрегіон Тамега
- на заході — субреґіони  Великий Порту

## Громади
Субрегіон включає в себе 9 громад: 

### Громади округу Брага
- Вієйра-ду-Мінью
- Визела
- Віла-Нова-де-Фамалікан
- Гімарайнш
- Кабесейраш-де-Башту
- Повуа-де-Ланьозу
- Фафе

### Громади округу Порту
- Санту-Тірсу
- Трофа

## Найбільші міста
- Гімарайш — 52 тис. жителів
- Віла-Нова-ді-Фамалікан — 30 тис. жителів
- Трофа — 20,7 тис.мешканців
- Фафе — 15,3 тис.мешканців
- Санту-Тірсу — 14 тис.мешканців
- Візела — 10 тис.мешканців

| Португалія | Це незавершена стаття з географії Португалії. Ви можете допомогти проєкту, виправивши або дописавши її. |